# معن بن عدی
مـَعن بن عَـدِیّ از انصار  بود که پس از درگذشت محمد پیامبر اسلام در ماجرای سقیفه بنی ساعده، هنگامی که ابوبکر و عمر بن خطاب پس از اجتماع انصار در سقیفه، به سقیفه می‌رفتند به آن‌ها پیوست و به آن‌ها دلداری می‌داد. در پیمان برادری انصار و مهاجرین، وی با زید بن خطاب عقد برادری بست. معن بن عدی در نبرد یمامه در زمان خلافت ابوبکر کشته شد.